# Дон Гехман
Дон Гехман — американський музичний продюсер, відомий по своїй роботі в 1980-х роках з Джоном Мелленкемпом.
Гехман виріс у місті Ланкастер, штат Пенсильванія, і грав на бас-гітарі в місцевому рок-гурті. На початку 1970-х Гехман працював концертним звукорежисером таких відомих виконавців епохи, як Джеймс Браун, Loggins and Messina, Blood, Blood, Sweat & Tears, Chicago і Crosby, Stills, Nash & Young, до переходу на роботу в студії за порадою Стівена Стіллза.
Гехман продюсував альбоми R.E.M., Hootie & the Blowfish, Bonehead, Cock Robin, Джейсона Майкла Керролла, River City People, Blues Traveler, Hunters & Collectors, Джиммі Барнса і Джонні Дізеля.